# Исмен
Исмен је у грчкој митологији био речни бог. 

## Митологија
Био је речни бог у Беотији у централној Грчкој. О њему су говориле две различите традиције. Према првој, река бога Ладона, Асоповог сина је преименована у Исмен, у част тебанског принца Исмена, Амфионовог сина, кога је убио Аполон (Аполодор, Хигин и Овидије га наводе као једног од Ниобида). Према другој причи, речни бог Кајант, љут што му је Аполон отео сестру Мелију, Најаду са његовог извора, осуо је ватру на храм тог бога у Теби. Због тога га је Аполон убио. Њега је наследио његов сестрић, син Аполона и Мелије, Исмен. Осим Аполона и Мелије, као његови родитељи су се помињали Океан и Тетија, као и Асоп и Метопа. Различити аутори су наводили различита имена његових кћерки. То су биле: Дирка, Строфија, Исменида и Деркетида.